# Eberweis
Eberweis ist eine Ortschaft und gleichzeitig eine Katastralgemeinde der Stadtgemeinde Heidenreichstein im nordwestlichen Waldviertel mit 210 Einwohnern (Stand 1. Jänner 2024)..

## Geographie
Der Ort ist ein Reihendorf in Waldhufenanlage und grenzt an die Katastralgemeinden Altmanns und Heidenreichstein der Stadtgemeinde Heidenreichstein.
Im Norden grenzt Eberweis an die Katastralgemeinden Willings und Eisgarn der Gemeinde Eisgarn. Im Westen reicht das Gebiet der Katastralgemeinde Gopprechts der Stadtgemeinde Litschau an das Gebiet von Eberweis heran. Zwischen den Katastralgemeinden Dietweis und Eberweis verläuft die zur Staatsgrenze führende Waidhofener Straße.
Die höchsten Erhebungen von Eberweis werden mit 570 m ü. A. beziehungsweise 563 m ü. A. ausgewiesen. Durch Eberweis fließt der von Eisgarn kommende Braunaubach, der im besiedelten Gebiet zu einem Teich aufgestaut wurde und danach in die Katastralgemeinde Altmanns gelangt.
Am 1. April 2020 umfasste die Ortschaft 87 Adressen.

## Geschichte
Der Ortsname leitet sich vom althochdeutschen Personennamen „Eburwin“ ab. Eberweis wurde 1369 erstmals urkundlich erwähnt, wurde 1784 zur Katastralgemeinde und konstituierte sich 1850 mit damals 205 Einwohnern gemeinsam mit der Katastralgemeinde Dietweis zur politischen Gemeinde Eberweis. 1925 erfolgte die Trennung und Dietweis wurde eine eigenständige politische Gemeinde. Im Jahr 1822 wurde der Ort als Dorf mit 27 Häusern beschrieben, das nach Heidenreichstein eingepfarrt war und die Kinder im Ort eingeschult wurden. Die Herrschaft Heidenreichstein besaß die Ortsobrigkeit, übte die Landgerichtsbarkeit aus und besorgte die Konskription. Laut Adressbuch von Österreich waren im Jahr 1938 in der Ortsgemeinde Eberweis ein Binder, zwei Gastwirte, ein Gemischtwarenhändler, ein Schneider und mehrere Landwirte ansässig. Zudem gab es zwei Mühlen mit Sägewerk.
1841 bestand bereits eine Volksschule, die 1965 geschlossen wurde.
1859 wurde eine zuvor an der betreffenden Stelle befindlichen Holzkapelle eine Kapelle aus Stein, die „Wallfahrtskapelle zum guten Hirten“, eingeweiht, die 1934 renoviert und mit einem Turmkreuz versehen wurde. Bei einer neuerlichen Renovierung erhielt die Kapelle 1957 ein Kupferdach. 1976 erfolgte neuerlich eine aufwändige Restaurierung.
1934 hatte der Ort 289 und 1939 251 Einwohner. 1946 wurde die Elektrifizierung durch das E-Werk Waidhofen an der Thaya beschlossen.
Mit 1. Jänner 1970 erfolgte schließlich auf Grund eines Gemeinderatsbeschlusses die Zusammenlegung mit der Stadtgemeinde Heidenreichstein. 2001 wohnten 226 Personen in der Ortschaft.

## Bürgermeister
- Karl Böhm (1906)
- Johann Edinger (1930)
- Friedrich Dallinger (1938)
- Anton Schindl (1939)
- Franz Gruber (1945)
- Anton Schindl (1945)
- Friedrich Böhm (1960)

## Persönlichkeiten
- Otmar Emerling (1924–2015), Beamter und Wiener Gemeinderat, wuchs hier auf

## Ehrenbürger
- Raimund Frühwirth
- Friedrich Böhm, Bürgermeister